# Пятнистая дистрофия роговицы

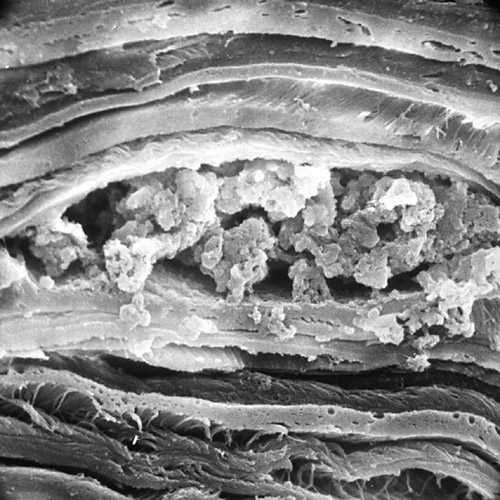
Электронный микроскоп показывает ненормальное накопление материала там, где между ламелл стромы располагался кератоцит

Пятнистая дистрофия роговицы — одна из форм дистрофии роговой оболочки глаза. Обычно проявляется в период полового созревания, но дебют болезни также отмечается и в младенчестве, и у лиц старше пятидесяти лет. Слабо очерченные области помутнения образуются в строме обоих глаз, постепенно сливаясь и вызывая состояние, близкое к слепоте, как правило, к пятидесяти годам.
Как считается, большинство случаев пятнистой дистрофии роговицы происходят из-за мутаций гена CHST6 (карбогидратсульфотрансфераза 6), кодирующего фермент под названием роговичная N-ацетилгликозамин-6-O-сульфотрансфераза, который участвует в синтезе кератансульфатов. Описаны три иммунофенотипа заболевания — первый (MCD тип I) характеризуется отсутствием кератансульфатов, связывающих специальное антитело к ним, как в роговице, так и в сыворотке; при втором (MCD тип II) уровень антигенных кератансульфатов нормален; при третьем (MCD тип Ia) антигенных кератансульфатов нет в сыворотке, однако они обнаруживаются в кератоцитах.
Гистопатологически болезнь характеризуется сниженной толщиной роговицы, предположительно из-за более плотного расположения коллагеновых фибрилл, и накоплением гликозаминогликанов в кератоцитах и эндотелиальных клетках наряду с внеклеточными отложениями того же материала в толще стромы и десцеметовой мембране, в заднем слое которой образуются капли (англ. guttae).
Пересадка донорской роговицы позволяет на длительный срок восстановить зрение, однако постепенно дефект синтеза кератансульфатов вновь вызовет симптомы заболевания.

## Альтернативные названия
- Дистрофия роговицы Фера
- Дистрофия роговицы Греноува тип II